# 公孙越
公孫越（？—191年），東漢末期人物，公孫瓚從弟。
被公孫瓚派去支援袁術，並與孫堅一同攻打周昂，但在陽城之戰為流矢所中而死；公孫瓚以其之死歸罪於袁紹，並和袁紹爭奪北方連年交戰。
《三國演義》中，被公孫瓚派往袁紹欲平分冀州，被袁紹假冒董卓之名亂箭射死。